# 慶星大學
慶星大學（韓語：경성대학교）是釜山的私立大學，位於釜山特別市南區的大營3洞，名勝海雲臺西南，搭釜山地鐵可於2號線“慶星大·釜慶大”站下車。
自2002年開始，慶星大每年都會舉辦韩中区域经济可持续发展学术研讨会。

## 名稱
「慶星」的韓語發音跟日治時期京城帝國大學的「京城」完全一樣。不過，京城帝國大學是今日首爾大學的前身，與慶星大學完全沒有任何關係。

## 知名校友
- 金延晶：英文學系畢業。韓職知名啦啦隊長之一，目前於韓華鷹啦啦隊效力。

## 外部連結
- 慶星大學官方網站 （页面存档备份，存于）